# Quốc ca Bhutan
Quốc ca Bhutan hiện nay là bài hát "Druk Tsendhen" (tiếng Dzongkha: འབྲུག་ཙན་དན་, phát âm là [ɖ(ʐ)ṳ̀e̯ t͡sén.d̥è̤n], tạm dịch: "Vương quốc Rồng Sấm"), được phê chuẩn vào năm 1953. Quốc ca Bhutan do đức Dorji Lopon Droep Namgay viết lời và được phổ nhạc bởi Aku Tongmi.

## Lịch sử
Theo Bách khoa thư quốc gia Croatia của Dalibor Brozović cùng nhiều tác giả khác thì bài ca "Druk Tsendhen" được phổ lời bởi Gyaldun Thinley, cha của nguyên Thủ tướng Bhutan Dasho Jigme Thinley. Mặc dù vậy, nhiều người lại cho rằng lời bài quốc ca được sáng tác bởi đức Dorji Lopon Droep Namgay thuộc tự viện Talo, huyện Punakha. Đức Dorji Lopon là vị Lopon trưởng trong số năm vị Lopon của Giáo hội Phật giáo trung ương Bhutan. Đức Dorji Lopon Droep Namgay có mối quan hệ mật thiết về phương diện cá nhân lẫn công việc với vua Jigme Dorji Wangchuck, Druk Gyalpo thứ ba của Bhutan. Ông Gyaldun Thinley từng làm nhiều chức vụ dưới triều Druk Gyalpo Jigme Dorji Wangchuck.
Có khả năng rằng ông Gyaldun Thinley từng phối hợp chặt chẽ với đức Dorji Lopon Droep Namgay trong việc sáng tác cũng như phiên dịch lời bài hát "Druk Tsendhen" sang tiếng Anh. Cũng có khả năng rằng ông (hoặc con trai của ông, Jigme Thinley, người từng nắm nhiều chức vụ quan trọng trong chính phủ vào thập niên 1990) là một trong những người đầu tiên tiếp xúc với tác giả Dalibor Brozović, người mà về sau đã ghi nhận tác giả của lời bài hát quốc ca Bhutan là ông Gyaldun Thinley. Tuy nhiên, đa phần mọi người coi đức Dorji Lopon Droep Namgay là người sáng tác lời bài hát quốc ca Bhutan.
Người phổ nhạc cho bài quốc ca, nhạc trưởng Aku Tongmi, từng được đào tạo tại Shillong, Ấn Độ và được bổ nhiệm làm đội trưởng Đội kèn đồng của quân đội. Bốn tháng sau khi về nước, ông đã sáng tác bản nhạc quốc ca cho chuyến thăm cấp nhà nước tới Bhutan của Thủ tướng Ấn Độ đương thời là ông Jawarharlal Nehru. Giai điệu gốc do nhạc trưởng Aku Tongmi lấy cảm hứng từ bản nhạc dân gian "Thri nyampa med pa pemai thri" (tiếng Dzongkha: ཁྲི་ཉམས་པ་མཱེད་པ་པད་མའི་ཁྲི།, tạm dịch: "Đài sen bất biến"). Giai điệu này được điều chỉnh hai lần bởi các đội trưởng Đội kèn đồng quân đội sau này. Lời bài hát quốc ca ban đầu có mười hai câu nhưng sau đó đã được một vị thư ký của đức vua giảm bớt lại chỉ còn sáu câu vào năm 1964.
Vì bài quốc ca được lấy cảm hứng từ một giai điệu dân gian nên nó cũng có kèm theo vũ đạo, ban đầu được biên đạo bởi ông Aku Tongmi.

## Lời bài hát
| Dzongkha | Latinh hóa | Chuyển tự IPA | Lời Việt |
| --- | --- | --- | --- |
| འབྲུག་ཙན་དན་བཀོད་པའི་རྒྱལ་ཁབ་ནང།། དཔལ་ལུགས་གཉིས་བསྟན་སྲིད་𝄆 སྐྱོང་བའི་མགོན།།𝄇 འབྲུག་རྒྱལ་པོ་མངའ་བདག་རིན་པོ་ཆེ།། སྐུ་འགྱུར་མེད་བརྟན་ཅིང་𝄆 ཆབ་སྲིད་འཕེལ།།𝄇 ཆོས་སངས་རྒྱས་བསྟན་པ་དར་ཞིང་རྒྱས།། འབངས་བདེ་སྐྱིད་ཉི་མ་𝄆 ཤར་བར་ཤོག།།𝄇 | Dru tsend°en kepä gäkhap na Pä lu’nyi tensi 𝄆 kyongwä gin 𝄇 Dru gäpo ’ngada rinpoche Ku gyûme tencing 𝄆 chap si phe 𝄇 Chö sanggä tenpa dâzh°ing gä Bang deki nyima 𝄆 shâwâsho. 𝄇 | [ɖ(ʐ)ṳ̀e̯ t͡sén.d̥è̤n ké.pɛ́ː \| gɛ̤̀ː(l).kʰɑ́(p̚) nɑ̤̀] [pɛ́ː(l) lɔ̤̀ː.ɲ(j)ɪ́ː tɛ́ːn.sɪ́ \| 𝄆 cɔ́ːŋ.wɛ̤̀ː gɪ̤̀n 𝄇] [ɖ(ʐ)ṳ̀e̯ gɛ̤̀ː(l).pó ŋɑ́.dɑ̤̀ \| rɪ̤̀n.pó.t͡ɕʰé] [kúe̯ ɟʊ̤̀ː.mè̤ tɛ́n.t͡ɕɪ́ːŋ \| 𝄆 t͡ɕʰɑ́(p̚) sɪ́ pʰé(l) 𝄇] [t͡ɕʰǿ sɑ́ːŋ.gɛ̤̀ː tɛ́n.pɑ́ \| dɑ̤̀ː.ʑ̥ɪ́ːŋ gɛ̤̀ː(l)] [bɑ̤̀ːŋ dè̤.kɪ́ ɲ(j)ɪ̤̀.mɑ̤̀ \| 𝄆 ɕɑ́ː.wɑ̤̀ː.ɕó 𝄇] | Ở Vương quốc Bhutan, nơi được tổ điểm bởi rừng cây bách, Đấng bảo hộ - người cai trị vương quốc của các truyền thống tâm linh và thế tục, Người là Druk Gyalpo, vị quân chủ cao quý. Cầu mong bản thể của Người luôn vẹn nguyên, và vương quốc của Người được thịnh vượng, Cầu mong lời dạy của Đức Phật được lan truyền khắp chốn, Cầu mong mặt trời của hòa bình và hạnh phúc tỏa ánh sáng trên toàn thể nhân dân. |